# Episodi di Damages (quarta stagione)
La quarta stagione della serie televisiva Damages è stata trasmessa negli Stati Uniti per la prima volta dall'emittente via cavo Audience Network dal 13 luglio al 14 settembre 2011.
Nella Svizzera italiana, la stagione è stata trasmessa in prima visione in lingua italiana sul canale RSI LA1 dal 22 aprile al 24 giugno 2012.
In Italia, è andata in onda dal 17 dicembre 2013 all'11 febbraio 2014 su TOP Crime.
| nº | Titolo originale                                                            | Titolo italiano       | Prima TV USA      | Prima TV Svizzera |
| -- | --------------------------------------------------------------------------- | --------------------- | ----------------- | ----------------- |
| 1  | There's Only One Way To Try A Case                                          | Causa ed effetto      | 13 luglio 2011    | 22 aprile 2012    |
| 2  | I've Done Way Too Much for This Girl                                        | Doppio gioco          | 20 luglio 2011    | 29 aprile 2012    |
| 3  | I'd Prefer My Old Office                                                    | Il testimone          | 27 luglio 2011    | 6 maggio 2012     |
| 4  | Next One's on Me, Blondie                                                   | Operazione Dust Devil | 3 agosto 2011     | 13 maggio 2012    |
| 5  | We'll Just Have to Find Another Way to Cut the Balls Off of This Thing      | A qualunque costo     | 10 agosto 2011    | 20 maggio 2012    |
| 6  | Add That Little Hopper to Your Stew                                         | Il ricatto            | 17 agosto 2011    | 27 maggio 2012    |
| 7  | I'm Worried About My Dog                                                    | Inganni               | 24 agosto 2011    | 3 giugno 2012     |
| 8  | The War Will Go On Forever                                                  | Senza pietà           | 31 agosto 2011    | 10 giugno 2012    |
| 9  | There's a Whole Slew of Old Ladies with Bad Things to Say About the Taliban | L'accordo             | 7 settembre 2011  | 17 giugno 2012    |
| 10 | Failure is Lonely                                                           | Morire per niente     | 14 settembre 2011 | 24 giugno 2012    |

## Causa ed effetto
- Titolo originale: There's Only One Way To Try A Case
- Diretto da: Todd A. Kessler
- Scritto da: Todd A. Kessler, Glenn Kessler e Daniel Zelman

### Trama
Un ragazzino con un piatto di sandwich entra in uno stanzino nel quale è rinchiuso un uomo, incappucciato e legato a una sedia.
Tre mesi prima. Sono passati tre anni dalla chiusura del caso Tobin e Patty non è ancora riuscita a sostituire Ellen. Le uniche ragazze che seleziona sono per fare da baby-sitter a sua nipote Catherine, che sta crescendo da sola. Ora Ellen lavora per Hollys Nye, lo stesso studio che le offrì il contratto prima che lei lo rifiutasse per andare da Patty. Ellen sta valutando di intraprendere un'azione legale contro la High Star, un contractor che opera per garantire la sicurezza nazionale nei teatri di guerra. La High Star vanta una collaborazione proficua con il governo americano, ma il prolungarsi della guerra in Afghanistan e il conseguente malcontento degli elettori stanno spingendo il Congresso a non rinnovare il contratto.
Ellen incontra Chris Sanchez, suo ex compagno del liceo, che ha combattuto in Afghanistan per conto della High Star. Chris soffre di DPTS e non è più il ragazzo solare che Ellen ha conosciuto negli anni della scuola. Ecco perché, convinta che Chris possa aiutarla nella causa contro la High Star, cerca di capire per quale motivo ha deciso di abbandonare la vita militare e rifiutare un'ottima promozione. Leggendo su Internet, Ellen incappa in un articolo che menziona i nomi di tre soldati morti in un'operazione in Afghanistan la settimana precedente ad Halloween, quando Chris ha affermato di essere tornato a casa. Parlando con la vedova di uno dei caduti, Ellen scopre che Chris era il capitano di quel battaglione e tutti nutrivano profonda ammirazione per lui. I sintomi del disturbo di Chris si stanno acuendo, al punto che l'uomo tenta il suicidio, senza avere il coraggio di spararsi in bocca. Howard Erickson, fondatore e presidente della High Star, cerca di fare leva sui propri agganci politici per ottenere la proroga e convincere i parlamentari a sostenere una causa necessaria per il bene del Paese. Patty licenzia l'ennesima baby-sitter dopo che questa, per il compleanno di Catherine, ha preparato una torta contenente ingredienti che aveva espressamente vietato di usare nella dieta della bambina.
Ellen cena con Patty, con cui ha mantenuto ottimi rapporti, mettendola al corrente della propria intenzione di citare la High Star. Persino Patty ha paura che stia correndo troppo, essendo una compagnia troppo potente verso cui nessuna ingiunzione è andata a buon fine. Chris confida i propri tormenti ad Anthony Carter, un collega della High Star, che lo invita a consultare lo fidato psichiatra Raul Barrera. Erickson viene a sapere dal suo informatore Jerry Boorman che Chris si sta vedendo con Ellen e chiede che l'avvocato sia intercettata. Barrera rimane vittima di un'esplosione del fornello del gas nel proprio appartamento. A piazzare la carica è stato Boorman, il quale telefona a Erickson per avvertirlo che gli ha levato di torno un testimone scomodo. Resasi conto che sta facendo notevole fatica a conciliare i ruoli di avvocato e nonna, Patty contatta il detective Huntley, che nel frattempo ha abbandonato la polizia, per chiedergli di rintracciare Michael.
Presente. Il ragazzino osserva dalla finestra due uomini, uno dei quali brandisce un machete, entrare nello stanzino del prigioniero.

## Doppio gioco
- Titolo originale: I've Done Way Too Much for This Girl
- Diretto da: Todd A. Kessler
- Scritto da: Nancy Fichman e Jennifer Hoppe

### Trama
Ellen chiede l'approvazione dello studio per intentare causa contro la High Star, puntando sulle testimonianze delle vedove dei caduti e di Chris. Patty sta andando in terapia come risarcimento per aver ferito al naso il portiere del suo appartamento, ma vive le sedute come un obbligo e parla con il dottore il meno possibile. Chris inizia a spaventarsi quando apprende dal notiziario dell'esplosione in cui è rimasto vittima il dottor Barrera, intuendo che il bersaglio era lui. Erickson si presenta a casa sua per offrirgli nuovamente un posto nella High Star, ma Chris rifiuta perché ha chiuso con quella vita. Ellen propone a Patty, per vivere una serata tranquille, di far giocare insieme le loro nipotine. Boorman si reca nel quartiere islamico di New York e si introduce nell'abitazione di un uomo, tale Salam Fazel, torturandolo per costringerlo a inventarsi una storia davanti a Chris. Fazel deve raccontare di essere stato inviato da un imam afgano per uccidere Chris, avendo costui eliminato il fratello di questo imam quando combatteva in Afghanistan.
Chris incontra Anthony e i due rimangono quasi vittime di una sparatoria. Raggiunta la palazzina dalla quale provenivano i colpi, Chris trova fotografie sui suoi spostamenti e bossoli di un kalashnikov. Lo studio di Ellen ha cambiato idea e non intende più fare causa alla High Star, temendo pesanti ripercussioni. Ellen non si dà per vinta, questa causa potrebbe rappresentare una svolta per la sua carriera e aiutarla ad aprire uno studio in proprio. Durante la serata con le bambine, Patty prova a farla ragionare sul fatto che da sola contro un colosso come la High Star non ha alcuna speranza. Huntley comunica a Patty che la ricerca di Michael sta andando per le lunghe, dato che il giovane ha utilizzato una sola volta la carta di credito e non risulta schedato in alcun database federale.
Chris fa la conoscenza di Boorman che lo porta da Fazel per vendergli la storia dell'imam, sortendo l'effetto sperato. Infatti, Chris è talmente accecato dalla vendetta che ha intenzione di tornare in Afghanistan per uccidere l'imam. Patty confida al terapeuta che l'unico appoggio della sua vita in questo momento è rappresentato da Ellen, anche se si è pentita di averla aiutata a raggiungere il punto in cui è adesso. Ellen e Patty si trovano in un ristorante, quando un gruppo di uomini bussa violentemente al vetro per minacciare Ellen di non fare causa alla High Star. Vedendo Ellen scossa, ma sempre più convinta di intentare la causa, Patty le offre le risorse del suo studio per procedere contro la High Star. Ellen entra in un bar, dove offre da bere ai ragazzi che l'avevano precedentemente minacciata, i quali erano in realtà suoi compagni di scuola a cui aveva chiesto di spaventarla per indurre Patty a fornire il suo aiuto. Ellen giunge a casa di Chris, dove trova il suo cane con un biglietto in cui l'uomo annuncia la sua partenza per l'Afghanistan e le chiede di prendersi cura dell'animale.
Boorman annuncia a Erickson che molti parlamentari del Congresso hanno cambiato idea e voteranno per la proroga del contratto con la High Star. Erickson e Anthony sono in combutta per trattenere Chris in Afghanistan, facendogli perdere tempo in attesa di risolvere i propri traffici.

## Il testimone
- Titolo originale: I'd Prefer My Old Office
- Diretto da: Nick Gomez
- Scritto da: Jason Wilborn

### Trama
Tre anni prima. Dopo aver tamponato volontariamente sua madre, Michael chiede alla collega Tara di poter avere in prestito la sua macchina. Fuggito a Boston, Michael chiede inutilmente ospitalità al compagno di scuola Henry e sperimenta per alcuni giorni la difficile vita del senzatetto. Una sera Michael adocchia un uomo ricco entrare in un locale in compagnia di due graziose ragazze, così scambia con un pusher la macchina per i suoi vestiti e un'intera partita di droga. Michael entra nella discoteca e vende la droga al terzetto, trascorrendo la notte nel loro appartamento. Il mattino seguente, mentre i tre stanno ancora dormendo, Michael ritorna in possesso della droga e lascia l'appartamento.
Presente. Patty offre a Ellen di lavorare nell'ufficio di Tom, ma la ragazza non se la sente di violare uno spazio che dalla sua morte non è più stato occupato. Ellen affronta Jack Shaw, l'avvocato di Erickson, nell'udienza in cui il giudice deve stabilire l'eventuale luogo a procedere nei confronti della High Star. Ellen mette a segno un bel colpo, ottenendo di far deporre Chris in videoconferenza dall'Afghanistan entro due giorni. Erickson richiede un incontro privato a Ellen che però, essendo contrario all'etica vedere di nascosto la controparte, manda Patty al suo posto. La Hewes riceve una generosa proposta di patteggiamento da Erickson, ma afferma che il caso rappresenta un'opportunità troppo importante per Ellen, che quindi vorrà andare fino in fondo. Grazie ai social network Huntley entra in contatto con Henry, l'ex compagno di scuola di Michael, che tre anni prima ha pubblicato un post in cui affermava di averlo incontrato. Patty vuole andare a Boston con Huntley e chiede a Ellen di occuparsi di Catherine durante la sua assenza. Henry dice di aver perso di vista Michael, sapendo soltanto che dormiva in macchina fuori da un locale notturno. Patty e Huntley interrogano il proprietario della discoteca, apprendendo che Michael ha fatto il pusher per qualche tempo, fino a quando non si è messo nei guai con gente pericolosa.
In Afghanistan, Chris viene a sapere da un fidato informatore che la storia raccontatagli dalla High Star sull'imam è falsa. Non potendo la società impedirgli di deporre, Anthony è costretto a minacciare di uccidere l'informatore se Chris non rilascerà una falsa testimonianza. Chris è quindi costretto a mentire, dichiarando che l'operazione fatale riguardava il semplice trasporto di vettovaglie. Prima di chiudere il collegamento, Chris dice a Ellen di portare il cane che le aveva affidato dal veterinario. In questo modo Ellen incontra Tanya, la fidanzata di Chris, la quale però non è in grado di fornirle ulteriori informazioni. Rientrata a New York, Patty è amareggiata e teme che a Michael sia capitato il peggio. Quello che non sa è che il figlio è vivo, ha avuto successo e la osserva a bordo di una limousine uscire dallo stabile insieme a Christine. L'informatore di Chris è ucciso dai suoi compagni in una landa isolata.
Tre giorni dopo. Un uomo prega e spiega una mappa, dove è segnato lo studio Hewes.

## Operazione Dust Devil
- Titolo originale: Next One's on Me, Blondie
- Diretto da: Timothy Busfield
- Scritto da: Joe Weisberg

### Trama
Un uomo entra nello stanzino del prigioniero e accende un televisore, dove appare Howard Erickson tenere un discorso alla messa della vigilia di Natale.
Tre mesi prima. L'afghano della mappa arriva allo studio Hewes con una scatola e, fingendosi Chris, chiede di parlare con Ellen. L'uomo si presenta come Nasim Marwat, figlio del contatto di Chris in Afghanistan, mandato per informarla che Chris è detenuto dalla High Star perché diventato pericoloso per il business della società. Nella scatola è contenuto un medaglione raffigurante il simbolo del battaglione di Chris. Inoltre, Marwat riferisce che nell'ultima missione assieme a Chris e ai suoi uomini c'era un quarto americano. Boorman scopre la presenza dell'informatore afghano intercettando una telefonata di Ellen alla madre. Erickson, sottovalutando le possibili conseguenze, chiede ad Anthony di parlare con Chris, senza ricorrere alle maniere forti. Patty è convinta che le attività della High Star sono coperte da qualcuno nel governo americano e si rivolge a Bill Herndon, socio del primo studio per il quale la Hewes ha lavorato. Radiato dall'albo da parecchi anni, Bill è un alcolista che trascorre le sue giornate a bere da un bar all'altro.
Ellen nota sul retro del medaglione la sigla D.D., ma Marwat non ne conosce il significato. Patty presenta Bill a Ellen, sperando che il suo mentore la convinca a desistere dall'andare avanti, essendo a rischio la sua stessa carriera. Ellen però è troppo determinata e Patty chiede a Bill di mettersi al lavoro con i suoi contatti nel governo per trovare una pista determinante. Boorman riesce a rintracciare Marwat e lo pedina in strada, pronto a ucciderlo, quando irrompe un'automobile che mette in fuga la preda. Al volante c'è Robert Owen, una persona che Boorman conosce molto bene, che lo minaccia di non fare parola con nessuno dei segreti riguardanti la D.D.. Boorman convince Erickson a mettere sotto torchio Chris, costringendo Anthony a usare l'elettroshock per farlo parlare. Dopo aver tenuto il discorso alla messa della viglia, Howard riceve la telefonata di Anthony che gli comunica il nome di Nasim Marwat fatto da Chris. Bill consegna a Patty un rapporto che rivela come l'operazione della High Star, denominata Dust Devil, sia stata commissionata dalla CIA e prevedesse di interrogare delle persone, una competenza che va ben oltre i protocolli operativi di una società privata. Erickson telefona a Boorman per fargli il nome di Marwat, ma il suo informatore lo sta osservando dialogare con Ellen.
Presente. Una donna vestita di viola spegne il televisore e incappuccia nuovamente il prigioniero.

## A qualunque costo
- Titolo originale: We'll Just Have to Find Another Way to Cut the Balls Off of This Thing
- Diretto da: David Tuttman
- Scritto da: Nancy Fichman e Jennifer Hoppe

### Trama
Ellen e Marwat scendono da un taxi per recuperare qualcosa dall'albergo in cui alloggia l'afgano. Boorman prende il posto del tassista, ma quando Ellen e Marwat devono risalire a bordo giunge il detective Huntley, il quale comunica loro che è stato incaricato da Patty della protezione di Marwat. Ellen presenta istanza per accedere agli incartamenti della High Star e far deporre Marwat il prima possibile, così da farlo rientrare presto in Afghanistan. Catherine ha di nuovo la febbre e la pediatra la sottopone ad accertamenti, ipotizzando la mononucleosi. Mentre Patty è al lavoro, la bambina è seguita da una baby-sitter specializzata di nome Angel Auroro. Patty si infastidisce perché Angel, molto religiosa, ha fatto un'osservazione sul mancato battesimo della bambina. Purtroppo gli esami non vanno bene e la pediatra mette Patty davanti al rischio che Catherine possa avere la leucemia, con una probabilità di un caso su trentasei.
Boorman vuole uccidere Ellen piazzando una carica esplosiva sull'autobus che la donna prende ogni mattina per andare al lavoro. Fortunatamente un ragazzo, dopo che Bosmann è sceso la fermata prima dell'esplosione, si accorge della borsa lasciata dall'uomo e intervengono gli artificieri. Erickson si rivolge a un suo contatto al Dipartimento della Difesa per secretare la documentazione che verrà inviata a Ellen, facendo leva sul rischio che corre la CIA qualora la Parsons riesca a ottenere la causa. Ellen riceve cinquanta scatoloni inservibili perché le informazioni sono state protette, ma Patty la rassicura perché hanno ancora la carta della deposizione di Marwat. Durante l'interrogatorio però irrompe l'FBI che arresta Marwat come sospetto terrorista. Infatti, Boorman era salito nella camera d'albergo dell'afgano e trovato i peli della barba che si era rasato prima di presentarsi a Ellen allo studio Hewes, riuscendo così a fabbricare una falsa prova contro di lui.

## Il ricatto
- Titolo originale: Add That Little Hopper to Your Stew
- Diretto da: Timothy Busfield
- Scritto da: Jason Wilborn

### Trama
Ellen entra dentro lo stanzino e trova un cadavere sgozzato con la piastrina di Chris.
Due mesi prima. Marwat è rinchiuso in un centro federale, senza poter vedere un legale perché non gli sono ancora stati letti i diritti. Patty ed Ellen hanno cambiato i cellulari e incaricano Huntley di recuperare i filmati della moschea, dove individuare l'uomo che ha seguito Marwat. Intanto, Patty riceve un'ottima notizia dalla pediatra di Catherine che la rassicura sullo stato di salute della piccola. Erickson ha raggiunto l'accordo con l'amico Ed O'Malley per acquisire i terreni di sua proprietà, così da espandere l'attività della High Star e giustificare la proroga del contratto da parte del governo. Michael si presenta nello studio di Patty per chiedere di vedere sua figlia.
Ellen utilizza il vecchio cellulare, quello intercettato da Boorman, per fissare un incontro con Patty in un parco. In questo modo Bill, che sta ancora collaborando con loro, può fotografare le persone presenti in quel momento e successivamente far identificare a Marwat chi è il misterioso pedinatore. Boorman combina con il suo contatto nell'FBI il rilascio di Marwat che però verrà poi nuovamente arrestato, stavolta con l'accusa di immigrazione clandestina, affinché non possa incontrare Patty ed Ellen. Boorman entra nella cella di Marwat per offrirgli una scappatoia, il ritorno in Afghanistan in cambio della rinuncia a un avvocato e al non fare il suo nome a nessuno. Patty comunica a Michael che ha deciso di non volergli far vedere Catherine, reputandolo inadatto a fare il padre e pronto a fuggire nuovamente dalle sue responsabilità. Erickson è infuriato perché O'Malley non intende più vendergli i terreni, avendo saputo del procedimento a carico della High Star. Per vendetta Erickson ordina di spedire il contingente in cui serve il nipote di O'Malley in Afghanistan, così che costui lo implori di allontanarlo da un pericolosissimo teatro di guerra e torni al loro vecchio accordo. Patty ed Ellen, le quali hanno ricevuto rapporti dettagliati sulla detenzione di Marwat, notano che una guardia di nome Reza Asgari ha avuto accessi frequenti alla sua cella. Parlando con Asgari, vengono a sapere che il loro assistito si vede spesso con una persona. Il giorno seguente, al cambio del turno con un collega, Asgari vede Boorman entrare nella cella di Marwat e può così identificarlo nella fotografia scattata al parco. Michael cita in causa Patty per la custodia di Catherine. Ellen incarica Dean Gullickson, giornalista del Times che da tempo la voleva intervistare, di andare in Afghanistan a trovare Chris e, in cambio, gli darà l'esclusiva sulla High Star.
Presente. Ellen piange disperata ed è avvicinata dal ragazzo del sandwich.

## Inganni
- Titolo originale: I'm Worried About My Dog
- Diretto da: Glenn Kessler
- Scritto da: Josh Payne

### Trama
Il ragazzino afghano entra nello stanzino e trova Chris legato alla sedia, dicendo di averlo già visto.
Un mese prima. Bill fa incontrare Ellen con un suo contatto nella CIA, disposto ad aiutarla per eliminare la corruzione dall'agenzia. Boorman tiene nascosta in casa sua una persona, alla quale si rivolge in afgano per raccontare eventi di cui è stata testimone durante l'operazione Dust Devil. Erickson decide di partire per l'Afghanistan, sperando di convincere Chris a barattare la propria libertà per il silenzio sulle attività della High Star. Patty rappresenta la difesa nella causa intentata contro Alain Coupet, presidente di una casa farmaceutica francese, accusato di testare un vaccino pericoloso di nome Transec su bambini africani da una persona non preparata per farlo. Patty offre a Coupet un accordo di risarcimento, subordinandolo a informazioni da parte del governo francese sulle attività militari in Afghanistan. Michael avvicina Catherine, fingendosi un estraneo, per regalarle un piccolo peluche che Patty si era rifiutata di farle avere, dando appuntamento al figlio in tribunale.
Insospettito che da diverso tempo Ellen non stia usando il cellulare intercettato, Boorman chiede a un collega della CIA di indagare su chi dentro l'agenzia sta cercando informazioni sul suo conto. Erickson inveisce contro Chris, per nulla disposto a collaborare, che lo ha accusato di nascondere le vere attività della High Star dietro alla facciata della sicurezza nazionale. Il contatto di Bill dentro la CIA è ritrovato morto nel terrapieno di casa sua. Visionando la documentazione fornita dai servizi segreti francesi, Patty ha modo di scoprire che il governo francese aveva interrotto la collaborazione con la High Star all'inizio del 2010, molti mesi prima dell'operazione Dust Devil, avvenuta dunque nell'illegalità. Appurata l'identità di Boorman , Patty utilizza il telefonino intercettato di Ellen per fissare un incontro con lui al parco. Patty promette a Boorman di lasciarlo in pace, chiedendo in cambio di avere Erickson, e avvertendolo di aver dato disposizione che la vicenda diventerà di dominio pubblico qualora accadesse qualcosa a lei o a Ellen. Patty ottiene il risultato sperato, avendo messo Boorman contro Erickson.
Una spia francese, da qualche tempo amante di Boorman , si introduce in casa sua e si avvicina alla porta sbarrata al piano di sopra. Dentro c'è il prigioniero, vale a dire il ragazzino afgano.

## Senza pietà
- Titolo originale: The War Will Go On Forever
- Diretto da: Nick Gomez
- Scritto da: Todd A. Kessler, Glenn Kessler e Daniel Zelman

### Trama
Jack Shaw, il legale rappresentante della High Star, presenta un'ingiunzione per bloccare il processo. Patty interviene in soccorso di Ellen, sottolineando che se è vero che l'operazione Dust Devil non era così importante, allora non c'era motivo per oscurare i documenti consegnati alla controparte. Il giudice, convinto dall'argomentazione, accoglie la richiesta di far deporre Erickson. La spia francese scopre in un armadietto della casa di Boorman uno schermo collegato al circuito di ripresa della stanza al piano superiore, dove è segregato un ragazzino afgano. Il giornalista Gullickson è giunto in Afghanistan e, parlando con un suo contatto, ha modo di appurare che la High Star ha interrogato diverse persone senza l'autorizzazione del governo. Erickson ordina a un soldato di eliminare Chris, ormai diventato pericoloso per i segreti della società, facendo in modo che niente possa collegare l'omicidio a lui.
Nella deposizione Ellen mette Erickson in difficoltà, torchiandolo sul fatto che per poter fare affari la High Star ha bisogno di guerre. La Parsons ottiene il risultato sperato, facendo affermare a Erickson che ci saranno sempre guerre da combattere per il business della sua società. La spia francese si presenta a casa di Patty, consegnandole un documento che attesta come l'obiettivo di Dust Devil fosse stato il rapimento di un ragazzino. Gullickson comunica a Ellen di aver saputo dalle sue fonti che un dipendente della High Star verrà ucciso, facendolo sembrare il sequestro di un gruppo terrorista. Patty conduce la seconda deposizione contro Erickson, mostrandogli il documento e inchiodando la High Star alla responsabilità della morte dei tre dipendenti. Terminata l'audizione, Erickson raggiunge Boorman e si infuria per aver scoperto dalla Hewes la storia del ragazzino. Boorman si difende, sostenendo che l'unico a sapere della faccenda fosse Chris. Erickson comunica al soldato in Afghanistan di procedere all'uccisione di Chris. Boorman telefona a Patty per annunciarle di essere pronto a collaborare.
Una settimana dopo. Chris sta per essere giustiziato. Ellen telefona a Patty, furiosa perché se ne sta lavando le mani mentre Chris verrà ucciso.

## L'accordo
- Titolo originale: There's a Whole Slew of Old Ladies with Bad Things to Say About the Taliban
- Diretto da: David Tuttman
- Scritto da: Todd A. Kessler, Glenn Kessler e Daniel Zelman

### Trama
Boorman rivela a Patty che la CIA ha voluto assoldare la High Star per evitare che, affidando l'interrogatorio dei sospettati di terrorismo all'esercito, scoppiasse un nuovo caso Abu Ghraib. In cambio, l'agenzia garantiva il rinnovo automatico dei contratti della High Star con il governo. Boorman rivela a Patty che il bambino è figlio di una donna, suo contatto in Afghanistan, e che l'accordo salterebbe se gli accadesse qualcosa. Anthony è arrabbiato perché Erickson lo ha tenuto all'oscuro del piano per eliminare Chris, temendo che la loro amicizia potesse ostacolarne l'attuazione. Boorman minaccia il bambino di staccargli un dito se continuerà a non dire nulla sulle informazioni che conosce. Pentendosi di come si è comportato, Boorman inizia a farlo uscire per sottrarlo alla segregazione a cui lo ha condannato per tutto questo tempo. Il giorno di Dust Devil Boorman era entrato prima del plotone di Chris in una casupola, dove ha trovato il bambino senza la madre.
Patty incarica Huntley di rapire il bambino dalla casa di Borman. Ellen viene lasciata dal fidanzato perché negli ultimi tempi lo ha trascurato per il lavoro, rivelando inoltre un attaccamento per Chris che va oltre la semplice amicizia. Boorman ottiene dal suo contatto nella CIA i documenti che attestano l'adozione del bambino. La mediazione tra Patty e Michael non va a buon fine e la controversia sull'affidamento di Catherine andrà risolta in tribunale. Gullickson getta la spugna, dopo aver saputo che Chris è stato trasferito in una regione inaccessibile per poter avvalorare la tesi del rapimento da parte dei terroristi. Ellen offre a Erickson la rinuncia al caso in cambio della libertà per Chris, ma il direttore della High Star vuole essere sicuro che poi la causa non venga intrapresa da Patty. Il bambino viene rapito non da Huntley, bensì da Erickson, che lo usa come arma di ricatto contro Boorman per fargli assumere la responsabilità di Dust Devil. Ellen chiede a Patty di non fare causa alla High Star, ma la Hewes non sembra essere sincera nell'accogliere la sua richiesta.

## Morire per niente
- Titolo originale: Failure is Lonely
- Diretto da: Glenn Kessler
- Scritto da: Todd A. Kessler, Glenn Kessler e Daniel Zelman

### Trama
Patty firma i documenti con cui rinuncia alla causa contro Erickson, senza però nascondere la delusione per l'irripetibile opportunità che Ellen sta gettando al vento. Patty incontra Owen, il capo della CIA, dal quale scopre che il bambino è figlio di Boorman e della donna afghana. Chris sta per essere giustiziato, quando Anthony annuncia che Erickson ha bloccato tutto, e somministra a Chris un sedativo per farlo addormentare prima di riportarlo negli Stati Uniti. Patty, che non ha accettato il dietrofront di Ellen, intenta una nuova causa contro la High Star attraverso il bambino.
Ellen entra in macchina per recarsi al compound della High Star, dove avverrà lo scambio tra Chris e i documenti di rinuncia alla causa. Boorman sale a bordo, armato, per chiedere a Ellen di nasconderlo nel bagagliaio perché vuole recuperare suo figlio. Shaw sta controllando i documenti, quando riceve un messaggio che gli comunica la nuova causa di Patty Hewes contro la High Star. Erickson fa saltare l'accordo e ordina di uccidere Chris, così come stabilito in Afghanistan. Nel frattempo, il bambino è fuggito alla custodia di Anthony e ha scoperto lo stanzino in cui è sequestrato Chris. Erickson vuole che Chris, prima di morire, guardi il filmato del suo discorso sulla pace alla messa di Natale.
Ellen è costretta a rivelare la presenza di Boorman nel compound. Erickson ritira per la seconda volta l'ordine di eliminare Chris, reputando prioritario inibire la minaccia Boorman. Michael annuncia a Patty di avere una lista di testimoni pronti a schierarsi contro di lei nella causa per la custodia di Catherine. All'ultima seduta di terapia, Patty si dice delusa di Ellen perché ha dimostrato di non avere il coraggio di uscire dalla sua ombra. Anthony porta Ellen nel posto in cui è trattenuto Chris, ma quando apre la porta trova un cadavere incappucciato e con la spilla del battaglione di Chris. Pensando che sia lui, Ellen piange disperata, fino a quando non le si avvicina il bambino che la invita a seguirla. Sulle scale resta sorpresa nel trovarsi davanti Chris. Infatti, Chris era stato liberato dal bambino e ha immobilizzato Boorman, scoprendo che è stato lui a uccidere i suoi soldati in Afghanistan, quando costoro si erano rifiutati di portare via il bambino. Chris ha quindi sparato diversi colpi contro Boorman, coprendolo con il cappuccio.
Patty avvia una causa penale contro Erickson e una causa civile, a difesa dei parenti delle vittime, nei confronti della High Star. La CIA non apre nessuna indagine sulla morte di Boorman, così da non essere coinvolta in un'inchiesta politicamente difficile da superare. Ellen rivela a Chris i propri sentimenti, dicendosi disposta ad aspettare il momento in cui anche lui sarà pronto. Patty offre a Ellen la causa civile contro la High Star, ma la Parsons non vuole più avere niente a che fare con lei e le dice addio. Patty riceve da Michael la lista dei testimoni e resta di sasso nel leggere al primo posto il nome di Ellen.